# Timizguida-Ouftas
Timizguida-Ouftas  (in arabo تمزكدة- أوفتاس‎?) è un centro abitato e comune rurale del Marocco situato nella provincia di Essaouira, regione di Marrakech-Safi. Conta una popolazione di 5 189 abitanti (censimento 2014).